# 1395 Aribeda
1395 Aribeda eller 1936 OB är en asteroid i huvudbältet, som upptäcktes 16 juli 1936 av den tyske astronomen Karl Wilhelm Reinmuth i Heidelberg. Den har fått sitt namn efter förkortningen för Astronomisches Rechen-Institut, Berlin-Dahlem.
Asteroiden har en diameter på ungefär 19 kilometer.